# Ignacy Jeż
Ignacy Ludwik Jeż, född 31 juli 1914 i Radomyśl Wielki, Podkarpacie i Polen, död 16 oktober 2007 i Vatikanstaten, var en polsk romersk-katolsk prelat. Han var biskop av stiftet Koszalin-Kołobrzeg från 1972 till 1992.

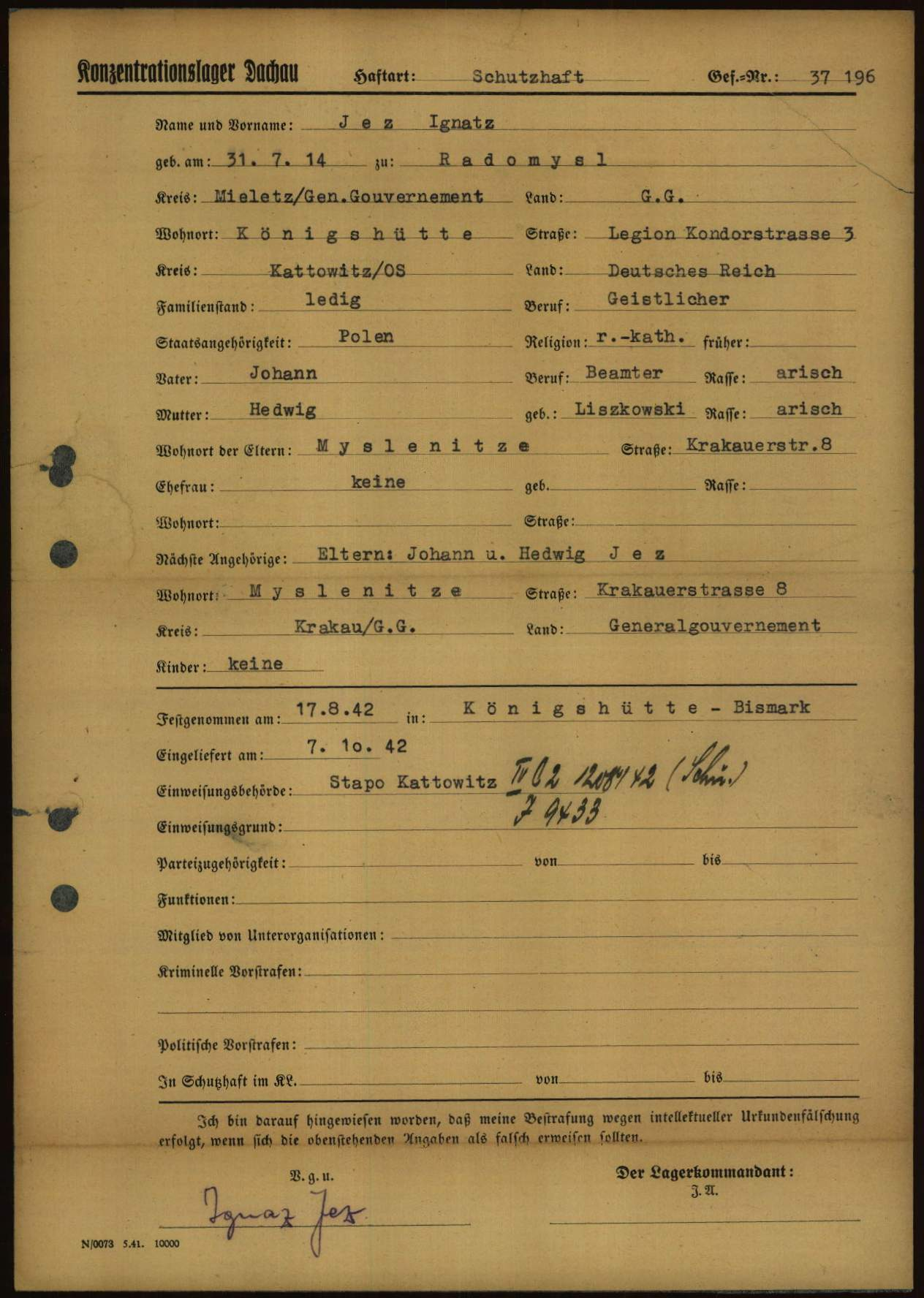
Registreringsformulär av Ignacy Jeż som fånge i det nazistiska koncentrationslägret i Dachau.

Jeż prästvigdes den 20 juni 1937. År 1942 mitt under brinnande världskrig, internerades Jeż i arbetslägret Niemców för att sedan föras till koncentrationslägret Dachau, där han var fånge tills lägret befriades av amerikanska trupper den 29 april 1945.
Efter kriget fortsatte Jeż sin prästerliga gärning, och från 1946 till 1960 var han direktor vid det katolska gymnasiet i Katowice. 1960 utnämndes han till titulärärkebiskop av Alba Maritima. 1972 utsågs Jeż till biskop av stiftet Koszalin-Kołobrzeg i nordvästra Polen, en stol som han skulle inneha i tjugo år.

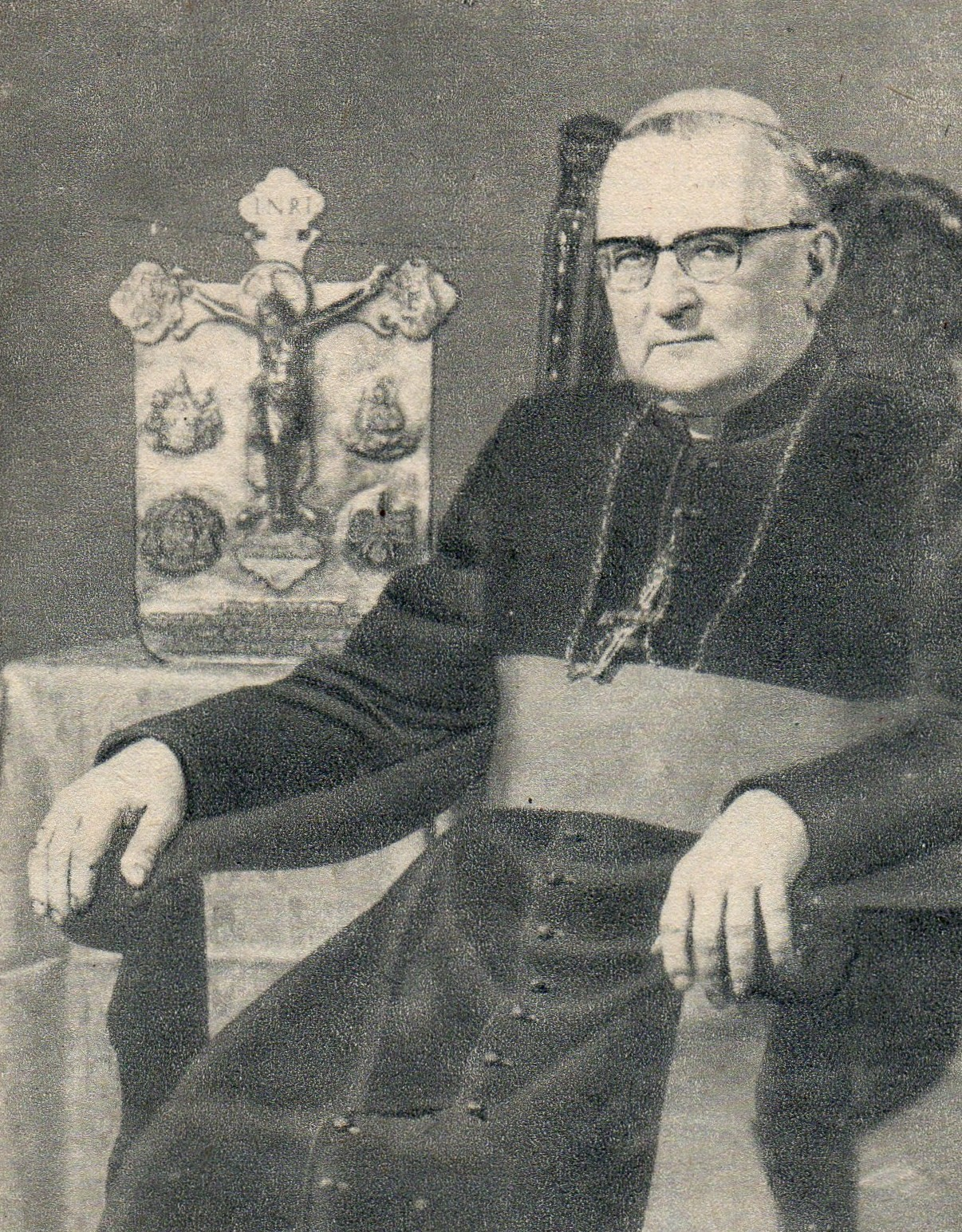
Biskop Ignacy Jeż 1982.

2005 förärade Tysklands förbundspresident Horst Köhler biskop Jeż med den tyska statsorden Bundesverdienstkreuz för hans insatser för de polsk-tyska relationerna under efterkrigstiden. Året därpå mottog han av den tyska förbundsdagen Preis für Zivilcourage för sitt modiga uppträdande som ung präst i det ockuperade Polen. 2007 tilldelades han dessutom Polonia Restituta, en av Polens främsta ordnar.
Biskop emeritus Ignacy Jeż avled den 16 oktober 2007, 93 år gammal. Påve Benedikt XVI hade för avsikt att utse honom till kardinal vid konsistoriet den 24 november 2007.